# Kirche Hl. Großmärtyrer Georg (Taraš)
Die Kirche Hl. Großmärtyrer Georg (serbisch: Црква Светог великомученика Георгија, Crkva Svetog velikomučenika Georgija), im Dorf Taraš ist eine serbisch-orthodoxe Kirche in der nordserbischen Provinz Vojvodina.
Das von 1850 bis 1853 erbaute Gotteshaus ist dem Hl. Großmärtyrer Georg gewidmet und ist die Pfarrkirche der Pfarrei Taraš im Dekanat Zrenjanin der Eparchie Banat der Serbisch-orthodoxen Kirche. Die Kirche gehört zu den Kulturdenkmälern Serbiens.

## Lage

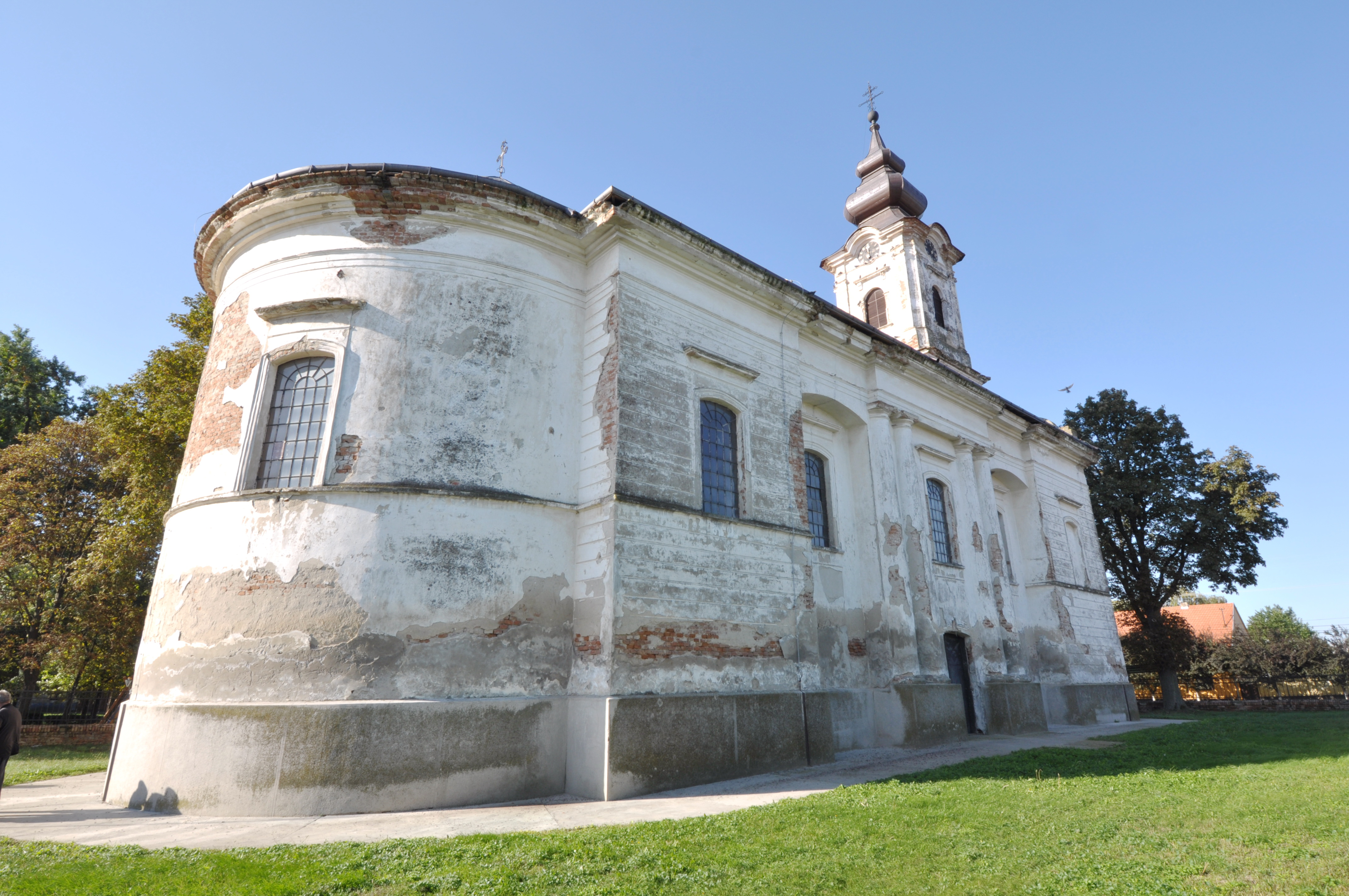
Seitenansicht der Kirche

Die Kirche steht im nördlichen Dorfzentrum von Taraš, einem Dorf in der Opština Zrenjanin, im serbischen Zentralbanat. Taraš ist ein kleines Dorf und liegt am linken Ufer des Flusses Theiß.
Sie steht im umzäunten Kirchhof an einer der Hauptstraßen des Dorfes, der Ulica Žarka Zrenjanina. Die genaue Adresse der Kirche lautet Ulica Žarka Zrenjanina Nr. 7.
Südlich der Kirche befindet sich der Dorfpark am Dorfplatz, dem Trg Svetozara Markovića. Nahe der Kirche verläuft auch die Straße Ulica Maršala Tita.
Im Dorf existieren zudem ein Pfarrhaus und ein serbisch-orthodoxer Dorffriedhof.

## Geschichte

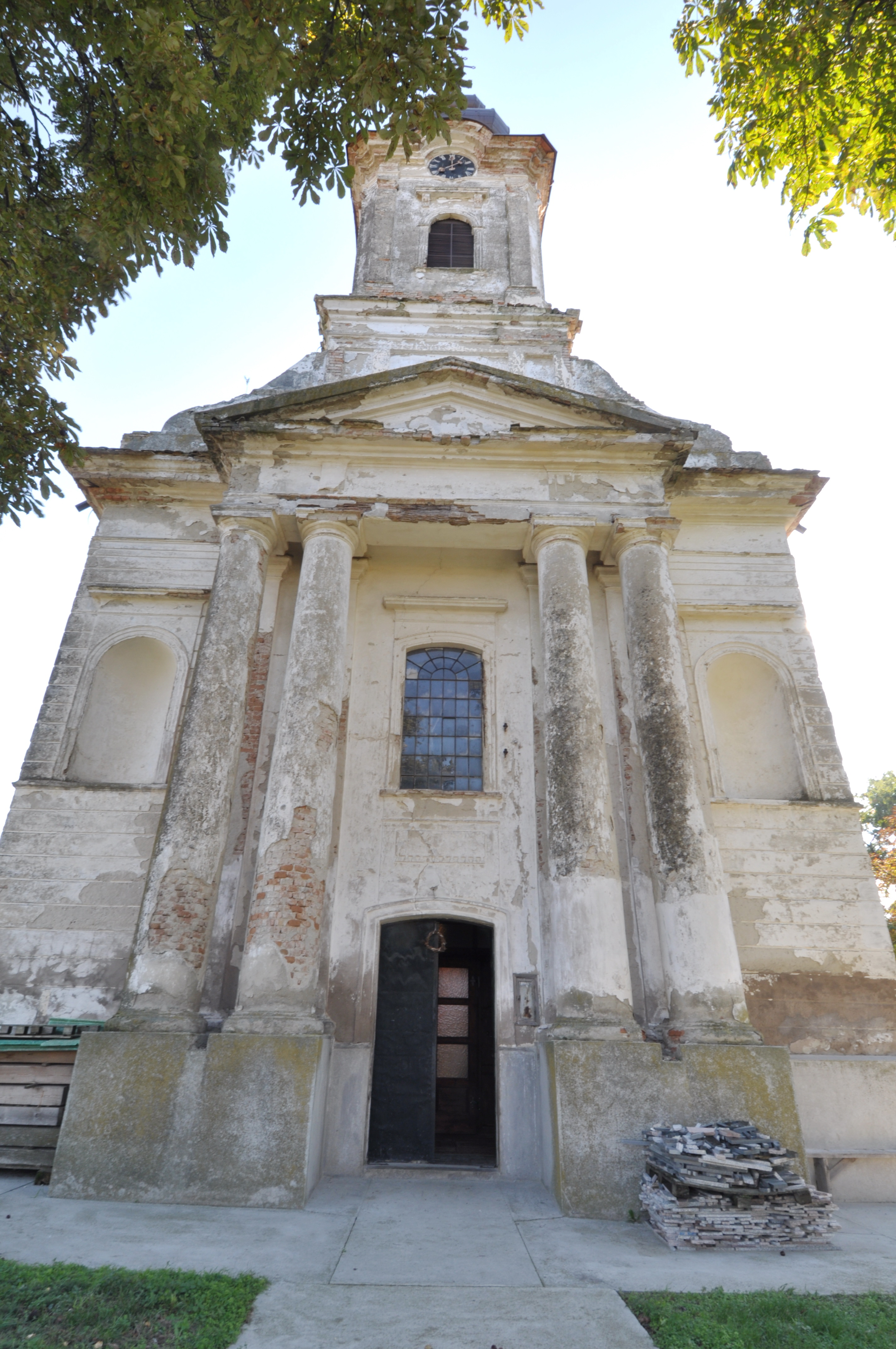
Der Kirchturm mit dem Portikus

### Vorgeschichte
Taraš gilt als eines der ältesten Dörfer im ganzen Banat. Die ersten schriftlichen Spuren über das Dorf stammen aus dem Jahr 1202. 1797 diente im Dorf der Priester Lazar Popović. 1830 amtierte im Ort der Priester Aron Popović.
In der Revolution von 1848–1849 wurde das Dorf niedergebrannt und seine Einwohner flohen in Richtung Belgrad. In der Nähe des Dorfes vergruben sie die Kirchenglocke, weil sie sie nicht weiter transportieren konnten. Die alte Kirche des Dorfes, ebenfalls dem Hl. Georg gewidmet, mitsamt der damaligen Kirchenbücher wurde im Brand zerstört und der damalige Dorfpriester Jovan Čokrljan, wurde von den Ungarn interniert.

### Heutige Kirche
Als die Bevölkerung nach dem Ende der Revolution wieder zurück ins Dorf kehrte, begann man mit dem Bau der heutigen Kirche.
Der Kirchenbau begann 1850. Auch wurden 1850 die neuen Kirchenbücher der Pfarrei begonnen.
Nach dreijähriger Bauzeit wurde die Kirche 1853 fertiggestellt und wurde am 16. November 1853 vom Erzpriester Pavle Vlahović aus Kikinda feierlich geweiht. Vom Weihejahr zeugt eine Inschrift über der Haupteingangstür an der Westwand der Kirche.
Die Kirche wurde in der Amtszeit des österreichisch-ungarischen Kaisers Franz Joseph I., des serbischen Patriarchen Josif und des Bischofs der Eparchie Temišvar, zu der die Kirche damals gehörte, Samuilo erbaut.
1901 wurde der Kirchturm an der Westfassade der Kirche angebaut, die Jahreszahl 1901 wurde auf der Kirchturmkappe verewigt. Das Material für den Kirchturmbau stellte die Dorfgemeinde Taraš durch den Kauf von gebrannten Ziegeln nach dem Abriss eines großen Getreidespeichers zur Verfügung.
Die Kirche wurde in ihrer Geschichte mehrmals renoviert und restauriert. 1999 wurde die Kirche zu einem wichtigen Kulturdenkmal erklärt und unter den Schutz des Staates gestellt.
Seit 2005 wurde mit der großflächigen Renovierung des Kirchengebäudes begonnen, die immer noch andauert. Bisher wurden das Dach erneuert, die Apsis und die Turmkappe wurden mit Kupferblech abgedeckt, aus dem Kirchturm wurden die alten Kirchglocken entnommen, eingeschmolzen und aus ihnen wurden die neuen Kirchglocken gegossen, die Mauern wurden repariert und der alte Altartisch ersetzt. Zusätzlich zu diesen Arbeiten wurde eine neue Blitzschutzanlage eingeführt.
Gleichzeitig mit der Renovierung der Kirche wurde auch die Renovierung des Pfarrhauses durchgeführt.
Die Kirche war stark durch Feuchtigkeit gefährdet. 2019 wurde die komplette Feuchtigkeit aus der Kirche entfernt. Für diese Arbeit stellte die Stadt Zrenjanin der Kirchengemeinde eine Million serbische Dinare zur Verfügung.

## Architektur

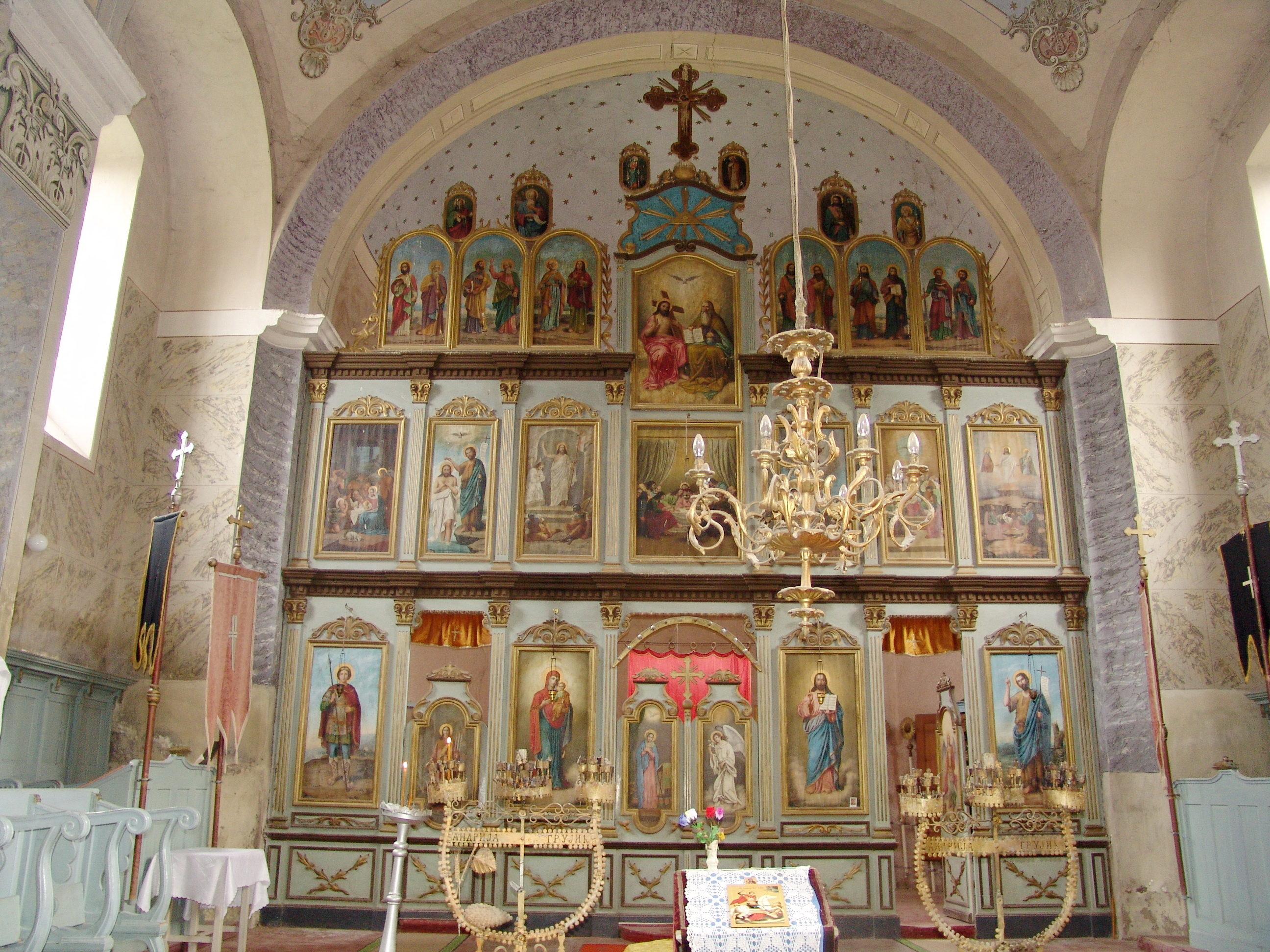
Die Ikonostase der Kirche

Die Kirche wurde mit den stilistischen Merkmalen des Klassizismus erbaut. Sie ist ein monumentaler einschiffiger Kirchenbau mit Längsgrundriss und harmonischen Proportionen, mit einem Narthex im Westen, über dem sich der hohe später angebaute Kirchturm  mitsamt mehrgeschossiger Zwiebelturmkappe erhebt und die Westfassade dominiert, dem Naos mit einem halbkreisförmigen Gewölbe und einer halbkreisförmigen Altar-Apsis im Osten.
Sie ist in der für orthodoxe Kirchenbauten typischen West-Ost-Richtung angeordnet und die Kirche nimmt Bezug zum Straßenverlauf.

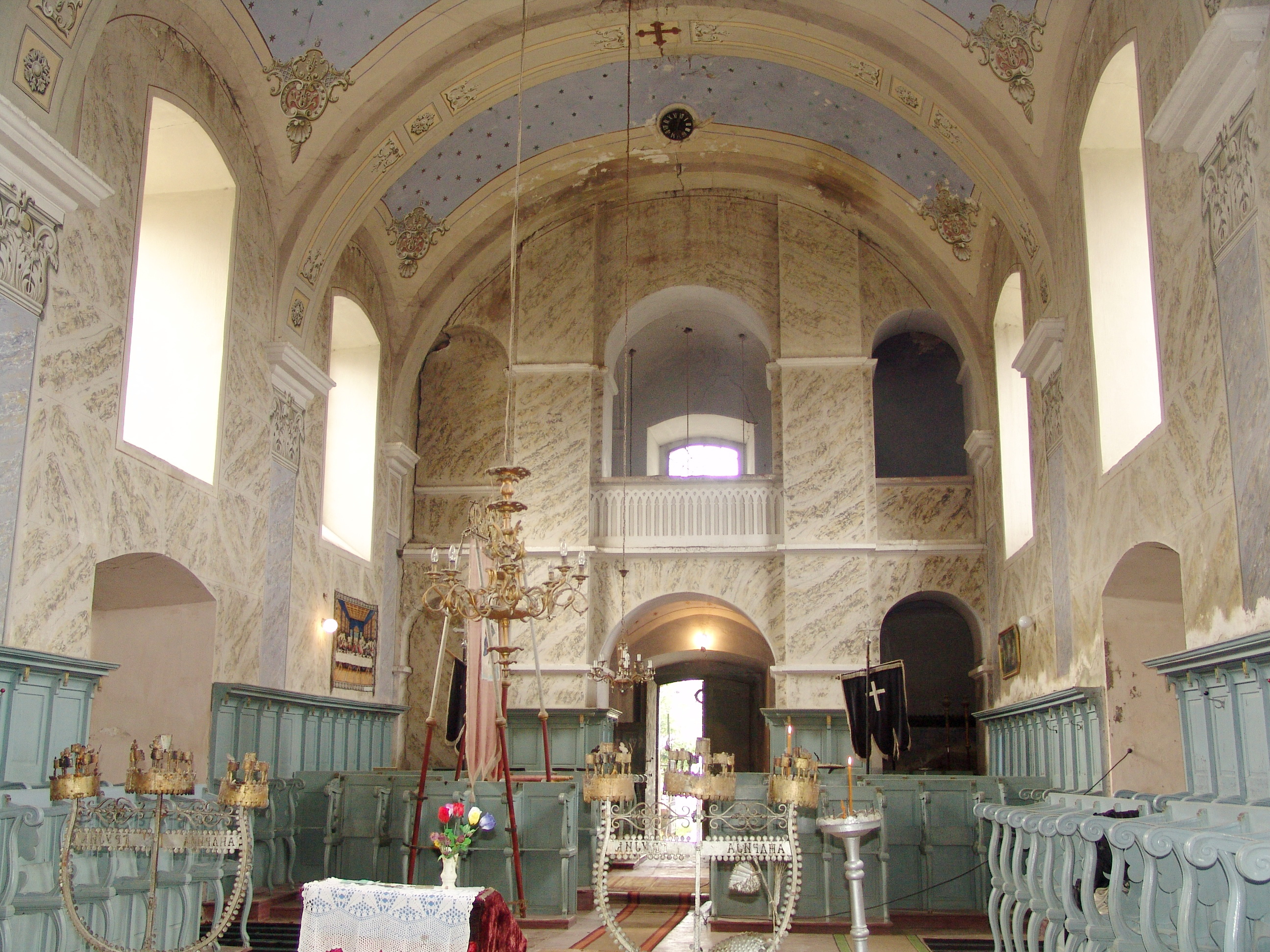
Blick auf den Chor der Kirche

Das Tragwerk besteht aus massiven Umfassungsmauern und Rundbögen, die das halbkreisförmige Gewölbe tragen. Die fast einen Meter dicken massiven Umfassungswände und Halbkreisbögen, die sich direkt an die Längswände anlehnen, tragen das Halbkreisgewölbe, das sich in drei Schiffe und eine Sohle teilt. Über der Apsis befindet sich ein Gewölbe in Form einer Viertelkugel. Der Chor ruht auf massiven quadratischen Pfeilern mit einem gemauerten Zaun. Die Dachkonstruktion ist aus Holz.
An der Westfassade befindet sich ein Portikus mit massiven freistehenden Säulen mit kreisförmigem Querschnitt auf einem hohen Sockel, der von einem Architrav und einem Tympanon überragt wird. Er unterstreicht den monumentalen Charakter der Kirche.
Die Besonderheit dieses Kirchengebäudes besteht darin, dass monumentale Portiken sowohl an der Süd- als auch an der Nordfassade erscheinen, wo sie zwei tiefe Nischen durch flach vorspringende Chöre und Wände unter dem Kirchturm bilden. Über diesen Portiken befinden sich keine Tympana und die Säulen haben einen halbkreisförmigen Querschnitt.
Der Sockel und die Fassade der Kirche sind sehr regelmäßig konzipiert, sie zeichnen sich durch präzise Symmetrie und regelmäßige geometrische Formen aus und deuten darauf hin, dass die Kirche nach einem Ingenieurprojekt gebaut wurde.
Die großen Spannweiten und eine sehr präzise Ausführung der Konstruktionselemente der Bögen und des Gewölbes, weisen ebenfalls auf einen sehr fähigen und erfindungsreichen Bauingenieur hin. Mit seiner Monumentalität, den mutigen konstruktiven Lösungen, der präzisen und hochwertigen Ausführung ist das Kirchengebäude ein sehr gelungenes Beispiel für die Ingenieurskunst.
Die hölzerne reich verzierte Ikonostase mit ihren Ikonen, wurde 1890 in der Werkstatt von Luka Aleksijević in Novi Sad hergestellt. Die Kirche besitzt Wandmalereien.